# Higurashi no Naku Koro ni
Higurashi no Naku Koro ni (ひぐらしのなく頃に tạm dịch: Khi loài ve sầu cất tiếng khóc), là một dòng dōjin soft sound novel giết người bí ẩn sản xuất bởi 07th Expansion. Trò chơi được xây dựng trên game engine NScripter và có thể chơi được trên hệ điều hành Windows. Tựa đầu tiên trong dòng game này, Onikakushi-hen, phát hành ngày 10 tháng 8 năm 2002, còn tựa thứ tám và cũng là cuối cùng trong xê-ri gốc trên PC, Matsuribayashi-hen, ra mắt ngày 13 tháng 8 năm 2006. Trong khi bốn trò chơi đầu tiên mang tựa đề chung là Higurashi no Naku Koro ni, bốn trò chơi tiếp theo sản xuất dưới tên Higurashi no Naku Koro ni Kai. Một fan disc phụ thêm gọi là Higurashi no Naku Koro ni Rei phát hành ngày 31 tháng 12 năm 2006. Ngoài kịch bản trong nguyên tác, những tiểu phần được sáng tác cho hình thức manga và video game ở hệ máy PlayStation 2 và Nintendo DS để mở rộng cốt truyện. Tám tựa game trong PC nguyên tác được bản địa hóa tiếng Anh bởi MangaGamer và phát hành từ năm 2009 đến năm 2010. Tác phẩm tập trung vào một nhóm bạn trẻ và những sự kiện kỳ lạ xảy ra ở ngôi làng Hinamizawa, nơi họ đang sống. Theo nhà văn của tác phẩm là Ryukishi07, màu đỏ máu của từ Na (な) là điểm nhấn chính trong tựa đề.
Hai bộ drama CD đã được sản xuất, một bởi hãng Wayuta và bộ kia bởi Frontier Works. Phiên bản tiểu thuyết hóa do Kodansha Box phát hành từ tháng 8 năm 2007 đến tháng 3 năm 2009. Một loạt manga chuyển thể từ trò chơi do tám họa sĩ khác nhau minh họa ở từng phần kịch bản được xuất bản bởi Square Enix và Kadokawa Shoten. Manga được mua bản quyền phát hành bản tiếng Anh ở Bắc Mỹ bởi Yen Press dưới nhan đề Higurashi When They Cry và tập đầu tiên phát hành vào tháng 11 năm 2008. Tiếp sau sự ra mắt của manga ở Nhật Bản, hai phần anime truyền hình do Studio Deen sản xuất đã lên sóng vào các năm 2006 và 2007; chuyển thể anime thứ ba phát hành dưới dạng xê-ri OVA vào năm 2009. Geneon Entertainment mua bản quyền phần anime đầu tiên và phân phối bằng tiếng Anh, nhưng giấy phép đã mãn hạn vào năm 2011. Một chuyển thể phim live-action (người thật thủ vai) của tác phẩm do Oikawa Ataru làm đạo diễn đã công chiếu tại các rạp ở Nhật Bản vào tháng 5 năm 2008, với phần tiếp theo ra mắt tháng 5 năm 2009.

## Cách chơi
Higurashi no Naku Koro ni là một "sound novel" giết người bí ẩn hàng loạt của 07th Expansion. Sound novelly cũng giống như visual novel nhưng không yêu cầu game thủ phải tương tác nhiều, họ chỉ cần đọc những dòng đối thoại của hai hay nhiều nhân vật trong những màn chơi khác nhau. Bản gốc ban đầu của Higurashi cũng không có lồng tiếng cho các nhân vật, sự thành công của nó là dựa vào bầu không khí của từng hoàn cảnh nhờ sự trợ giúp của âm nhạc, hiệu ứng âm thanh và cốt truyện.
Trò chơi có những đoạn dừng giữa các câu thoại và dẫn truyện giúp cung cấp cho người chơi một số thông tin về nhân vật, hoàn cảnh cũng như những chuyện có thể có ích cho việc giải đáp bí ẩn. Ví dụ có những câu dẫn truyện bình thường như "this is a small village; children who go to this school are combined into one classroom regardless of what grade or year they are in." và những câu gợi ý có giá trị chẳng hạn như các đoạn trích của một bài báo có liên quan tới những vụ giết người ở Hinamizawa. Mỗi tiểu phần được bắt đầu bằng một bài thơ khó hiểu của một người nào đó tên là Frederica Bernkastel, thường thì bài thơ này sẽ tiết lộ những gì xảy ra tiếp theo trong phần đó.
Điểm khác biệt lớn nhất của phiên bản cho máy PlayStation 2 là Matsuri so với bản gốc ở chỗ nhân vật được lồng tiếng và vẽ lại bằng CG. Higurashi Matsuri bao gồm các phần của bản gốc đầu tiên (bảy phần trừ  Matsuribayashi-hen ) và thêm ba phần là  Taraimawashi-hen,  Tsukiotoshi-hen  và  Miotsukushi-hen. Sau khi bảy phần đầu được hoàn thành, hai phần kết  Taraimawashi-hen  và  Tsukiotoshi-hen  sẽ xuất hiện. Nếu cả hai phần này cũng được hoàn thành thì hồi kết  Miotsukushi-hen được mở khóa. Phiên bản cho máy Nintendo DS là  Kizuna  bao gồm hầu hết các CG từ Matsuri, cũng như bổ sung thêm những cái mới, cấu tạo các phần cũng tương tự như  Matsuri  và phần lồng tiếng được cải thiện.

## Nhân vật
Trong Higurashi no Naku koro ni có sáu nhân vật chính xuất hiện hầu hết trong các phần. Nhân vật chính đầu tiên là Maebara Keiichi, một chàng trai trẻ mới chuyển đến Hinamizawa cùng với gia đình và bắt đầu thích nghi với cuộc sống nơi đây, sự lanh lợi và tài năng đã làm cho cậu dễ dàng có bạn mới và trở nên nổi tiếng trong làng. Hinamizawa là một ngôi làng nhỏ với hai ngàn người và chỉ có một trường học duy nhất, không có bạn cùng tuổi buộc cậu phải kết bạn với những người khác tuổi với mình.
Một trong những người bạn tốt của cậu là cô gái Ryugu Rena, cũng là một người mới giống như Keichi, cô mới chuyển về từ Ibaraki khoản một năm trước khi câu chuyện bắt đầu. Cô có một sở thích kỳ lạ là sưu tầm những thứ mà cô cảm thấy dễ thương - thường thì những thứ này không được xem là dễ thương đối với người khác. Trước khi gặp Keiichi, Rena đã kết bạn với một cô gái lớn tuổi hơn là Sonozaki Mion. Mion được coi như là lớp trưởng cũng như chủ tịch câu lạc bộ sau giờ học của họ, cô có tính cách khá giống con trai và thường tự gọi mình là oji-san (ông già). Mion có một người em sinh đôi là Shion sống tại thị trấn Okinomiya gần đó. Họ có tính cách khá là khác nhau nhưng trong quá khứ họ đã hoán đổi vị trí cho nhau và sự hoán đổi này gần như không thể phân biệt được. Đây vẫn là một bí ẩn.
Trong câu lạc bộ của họ còn có hai cô gái khác nhỏ tuổi hơn là Hojo Satoko, một cô bé láu lỉnh thích dựng lên những cái bẫy để chọc phá bạn bè của cô ta, tuy vẻ ngoài là một cô bé năng động có tính cách tinh nghịch nhưng bên trong Satoko chứa đầy những vết thương về tâm lý từ quá khứ; người còn lại là bạn thân của Satoko, Furude Rika là người thừa kế của nhà Furude, tuy còn nhỏ tuổi nhưng được mọi người trong làng tôn kính vì là một miko của đền thờ cũng như trong lễ hội Watanagashi hàng năm, thỉnh thoảng cô có những biểu hiện già dặn vượt quá tuổi thật của mình - cô là nhân vật khá quan trọng quyết định Hinamizawa có thể có hoặc không có kết cục bi thảm.
Một số những nhân vật phụ còn lại cũng thường hay xuất hiện là Ooishi Kuraudo, một sĩ quan cảnh sát điều tra tại Okinomiya, người đã thề sẽ làm sáng tỏ toàn bộ bí ẩn những vụ án tại Hinamizawa trước khi nghỉ hưu để trả thù cho một trong những nạn nhân là bạn của ông. Tomitake Jirou là một nhiếp ảnh gia tự do thường ghé thăm Hinamizawa và dường như anh là bạn của Takano Miyo, một nữ y tá địa phương có hứng thú với văn hóa và lịch sử của làng Hinamizawa. Cô làm việc cùng với Irie Kyosuke, bác sĩ trưởng của bệnh viện địa phương cũng như "huấn luyện viên" cho bọn trẻ trong làng. Irie rất quan tâm tới Satoko. Trong Tatarigoroshi-hen, Irie bày tỏ mong muốn chờ đợi Satoko đủ tuổi trưởng thành để kết hôn với anh ta.

## Các chuyển thể

### Anime
Higurashi no Naku Koro ni đã được chuyển thể thành nhiều phần anime khác nhau. Phần anime đầu tiên do Studio Deen, Frontier Works, Geneon Entertainment và Sotsu sản xuất, với Kon Chiaki làm đạo diễn, Kawase Toshifumi soạn kịch bản, Sakai Kyūta thiết kế nhân vật và Kawai Kenji soạn phần nhạc. Được phát sóng tại Nhật Bản từ ngày 4 tháng 4 đến ngày 26 tháng 9 năm 2006 với 26 tập phim. Tất cả diễn viên lồng tiếng từ phiên bản drama CD trở lại lồng tiếng nhân vật tương ứng. Anime đã được phát hành dưới dạng đĩa DVD tại Nhật Bản, Pháp và Bắc Mĩ kể từ năm 2007. Tại Nhật Bản, những người mua chín tập DVD đầu tiên của anime có cơ hội nhận một tập DVD đặc biệt có tên là Higurashi no Naku Koro ni Gaiden Nekogoroshi-hen.
Một phần anime nối tiếp được sản xuất bởi dàn nhân sự cũ mang tên Higurashi no Naku Koro ni Kai (ひぐらしのなく頃に解), được phát sóng từ ngày 6 tháng 7 đến ngày 17 tháng 9 năm 2007 với 24 tập. Sentai Filmworks đã cấp phép công chiếu anime tại khu vực Bắc Mĩ. Do trùng thời điểm với một vụ án cô gái mười sáu tuổi sát hại cha bằng rìu xảy ra vào tháng 9 năm 2007 tại Nhật Bản, tập mới nhất của Higurashi no Naku Koro ni Kai đã phải dừng phát sóng do nghi vấn về những chủ đề bạo lực trong phim. Tuy nhiên, AT-X, TV Saitama và Sun TV thông báo anime vẫn tiếp tục được phát sóng trở lại, với phần mở đầu phim được chỉnh sửa lại cho phù hợp.
Một phần OVA của Higurashi có tên là Higurashi no Naku Koro ni Rei (ひぐらしのなく頃に礼) đã được phát hành từ tháng 2 năm 2009. OVA do Kawase Toshifumi đạo diễn và biên kịch, với Kuroda Kazuya phụ trách thiết kế nhân vật. Để kỉ niệm mười năm phát hành visual novel gốc, Frontier Works đã sản xuất một phần OVA khác tên là Higurashi no Naku Koro ni Kira (ひぐらしのなく頃に煌) vào tháng 3 năm 2011. OVA này do Tachibana Hideki đạo diễn và Kawase hỗ trợ phần kịch bản, với Abe Tomoyuki phụ trách thiết kế nhân vật và Kikuya Tomoki soạn phần nhạc. Một phần phim OVA dài tên Higurashi no Naku Koro ni Kaku: Outbreak (ひぐらしのなく頃に拡〜アウトブレイク〜 Higurashi no Naku Koro ni Kaku ~Autobureiku~) được phát hành vào tháng 3 năm 2013.
Vào ngày 6 tháng 1 năm 2019, 07th Expansion và Kadokawa thông báo một dự án anime mới tên Higurashi no Naku Koro ni – Gou (ひぐらしのなく頃に業) do Passione sản xuất. Kawaguchi Keiichiro đảm nhiệm vai trò đạo diễn, Hayashi Naoki biên soạn kịch bản, Watanabe Akio thiết kế nhân vật và Kawai Kenji soạn phần nhạc. Dàn diễn viên lồng tiếng cũ từ các phần anime trước quay lại đảm nhiệm các nhân vật tương ứng. Anime được dự kiến phát sóng vào tháng 7 năm 2020 nhưng bị trì hoãn và dời đến ngày 1 tháng 10 năm 2020 do ảnh hưởng từ đại dịch COVID-19. Anime kết thúc vào ngày 18 tháng 3 năm 2021 với 24 tập phim. Funimation cấp phép công chiếu anime trực tuyến tại khu vực Bắc Mĩ, còn AnimeLab có bản quyền công chiếu anime tại Úc và New Zealand. Tại Đông Nam và Đông Nam Á, Medialink cấp bản quyền phát sóng anime miễn phí trên kênh YouTube Ani-One.
Một phần anime hậu truyện nối tiếp tên là Higurashi no Naku Koro ni  – Sotsu (ひぐらしのなく頃にSotsu) được phát sóng kể từ ngày 1 tháng 7 năm 2021. Funimation cấp phép công chiếu anime tại Bắc Mĩ. Tại hai khu vực Đông Á và Đông Nam Á, Medialink đã cấp bản quyền phát sóng trên kênh YouTube Ani-One.